# Gojakovići, Srbija
Gojakovići (izvirno srbsko Гојаковићи) so naselje v Srbiji, ki upravno spada pod Občino Prijepolje; slednja pa je del Zlatiborskega upravnega okraja.

## Demografija
V naselju živi 151 polnoletnih prebivalcev, pri čemer je njihova povprečna starost 41,8 let (37,7 pri moških in 46,4 pri ženskah). Naselje ima 48 gospodinjstev, pri čemer je povprečno število članov na gospodinjstvo 3,81.
|  |

| Demografija | Demografija     | Demografija     |
| Leto        | Št. prebivalcev | Št. prebivalcev |
| ----------- | --------------- | --------------- |
|             |                 |                 |
|             |                 |                 |
|             |                 |                 |
|             |                 |                 |
| 1948        | 309             |                 |
| 1953        | 346             |                 |
| 1961        | 393             |                 |
| 1971        | 413             |                 |
| 1981        | 339             |                 |
| 1991        | 234             | 234             |
| 2002        | 231             | 183             |
|             |                 |                 |

| Etnična sestava po popisu iz leta 2002 | Etnična sestava po popisu iz leta 2002 | Etnična sestava po popisu iz leta 2002 | Etnična sestava po popisu iz leta 2002 | Etnična sestava po popisu iz leta 2002 |
| -------------------------------------- | -------------------------------------- | -------------------------------------- | -------------------------------------- | -------------------------------------- |
| Bošnjaki                               | Bošnjaki                               |                                        | 119                                    | 65,02%                                 |
| Srbi                                   | Srbi                                   |                                        | 64                                     | 34,97%                                 |
| Neznano                                | Neznano                                |                                        | 0                                      | 0,0%                                   |